# Плиска (річка)
Плиска — річка у Любомльському та Турійському районі Волинської області, ліва притока Вижівки (басейн Дніпра).

## Опис
Довжина річки приблизно 10 км. Висота витоку над рівнем моря — 189 м, висота гирла — 188 м, падіння річки — 1 м, похил річки — 0,1 м/км. Формується з багатьох безіменних струмків.

## Розташування
Бере початок на північно-східній стороні від села Глинянки. Тече переважно на північний схід і між селами Хворостів та Комарів впадає в річку Вижівку, праву притоку Прип'яті.